# Bradley County (Arkansas)
Das Bradley County ist ein County im US-Bundesstaat Arkansas. Der Verwaltungssitz (County Seat) ist in Warren. Das County gehört zu den Dry Countys, was bedeutet, dass der Verkauf von Alkohol eingeschränkt oder verboten ist.

## Geographie
Das County liegt im Süden von Arkansas am nordöstlichen Ufer des Ouachita River, ist etwa 50 km von Louisiana entfernt und hat eine Fläche von 1695 Quadratkilometern, wovon zehn Quadratkilometer Wasserfläche sind. Es grenzt an folgende Countys:
|                | Cleveland County |               |
| Calhoun County |                  | Drew County   |
| Union County   |                  | Ashley County |

## Geschichte
Das Bradley County wurde am 18. Dezember 1840 aus Teilen des Union County, Drew County, Ashley County und Cleveland County gebildet. Benannt wurde es nach Hugh Bradley (1783–1854), einem der ersten weißen Siedler im südlichen Arkansas. Das Gerichtsgebäude ist als eines der wenigen aus dieser Zeit nicht niedergebrannt und die ersten Prozess-Akten aus April 1841 sind noch vorhanden.
Die ersten europäischen Ankömmlinge in dieser Gegend waren wohl französische Jäger, die einige Lagerstätten hier hinterließen. Die erst gut dokumentierten Reisenden in dieser Gegend waren die Mitglieder der Dunbar and Hunter expedition, die 1804 von hier aus den Ober- und Unterlauf des Ouachita Rivers erkundeten. 1821 oder 1822 führte Captain Hugh Bradle, aus Tennessee stammend, eine Expedition in diese Gegend, die das Umland entlang des Red Rivers erkundeten.
Um 1880 begann der Bankier und Eisenbahnmagnat Jay Gould in dieser Gegend mit der Verlegung von Schienen für eines seiner Unternehmen, der St. Louis, Iron Mountain and Southern Railway, was dem County, das noch unter den Nachwirkungen des Sezessionskrieges litt, neue Handelswege öffnete und einen Aufschwung einbrachte.

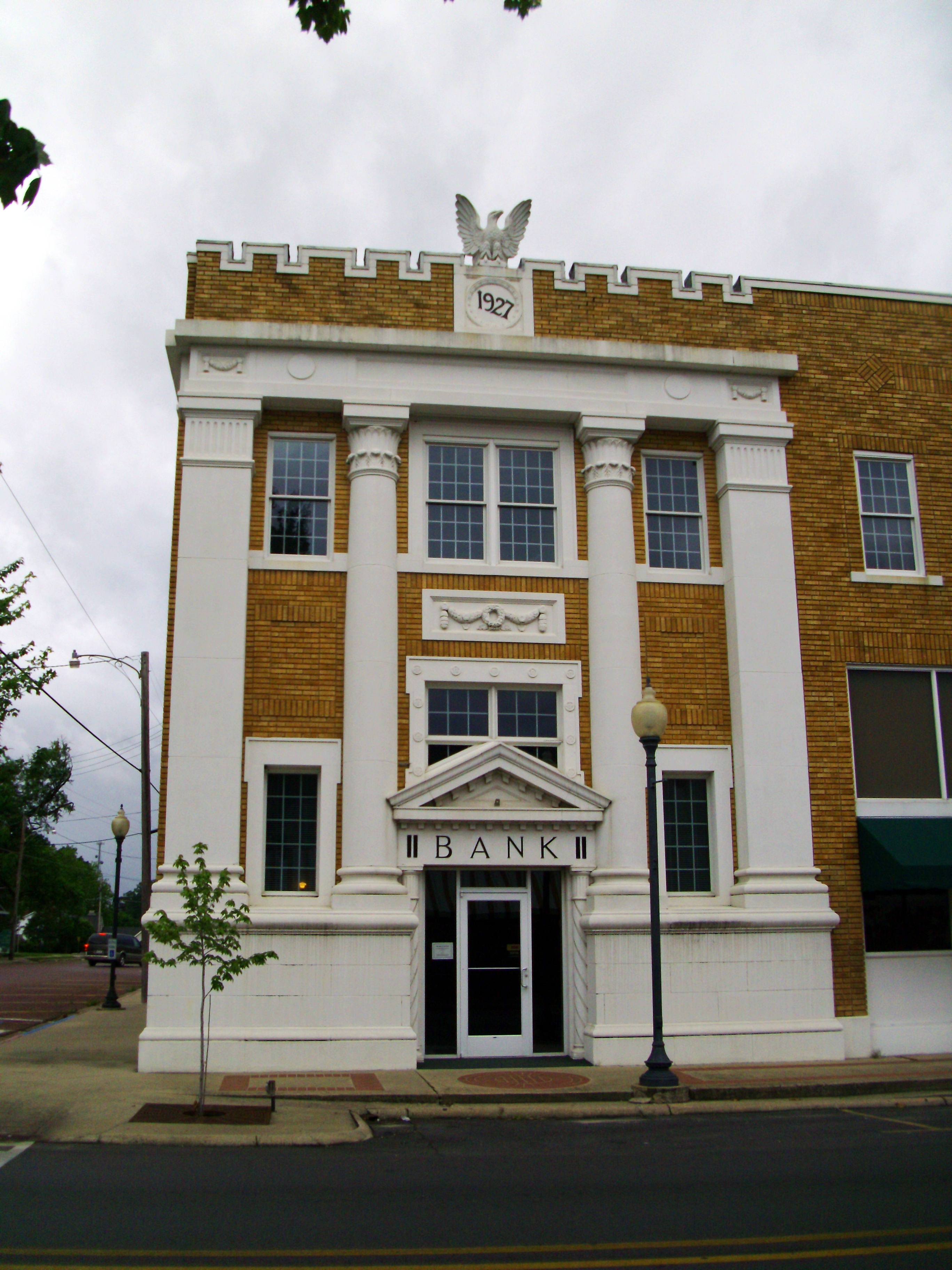
Gebäude im Warren Commercial Historic District (2014). Dieser Historic District ist seit Juli 2016 im NRHP eingetragen.

17 Bauwerke und historische Bezirke (Historic Districts) des Countys sind im National Register of Historic Places („Nationales Verzeichnis historischer Orte“; NRHP) eingetragen (Stand 8. Februar 2022), darunter das Bradley County Courthouse, die Warren and Ouachita Valley Railway Station und der Warren Commercial Historic District.

## Wirtschaft
Das County ist in den Vereinigten Staaten bekannt für seine Tomaten, den Wein und die Holzwirtschaft. Größter Steuerzahler ist die Holzhandels- und Verwertungsgesellschaft Potlatch Corp., die ein Gelände von 300.000 Morgen besitzt.

## Demografische Daten
Nach der Volkszählung im Jahr 2000 lebten im Bradley County 12.600 Menschen; es wurden 4834 Haushalte und 3388 Familien gezählt. Die Bevölkerungsdichte betrug 7 Einwohner pro Quadratkilometer. Ethnisch betrachtet setzte sich die Bevölkerung zusammen aus 63,36 Prozent Weißen, 28,63 Prozent Afroamerikanern, 0,24 Prozent amerikanischen Ureinwohnern, 0,06 Prozent Asiaten und 6,96 Prozent aus anderen ethnischen Gruppen; 0,75 Prozent stammten von zwei oder mehr Ethnien ab. Unabhängig von der ethnischen Zugehörigkeit waren 8,25 Prozent der Bevölkerung spanischer oder lateinamerikanischer Abstammung.
Von den 4834 Haushalten hatten 29,5 Prozent Kinder oder Jugendliche im Alter unter 18 Jahre, die mit ihnen zusammen lebten. 52,2 Prozent waren verheiratete, zusammenlebende Paare, 14,5 Prozent waren allein erziehende Mütter, 29,9  Prozent waren keine Familien. 27,6  Prozent aller Haushalte waren Singlehaushalte und in 13,9 Prozent lebten Menschen im Alter von 65 Jahren oder darüber. Die Durchschnittshaushaltsgröße lag bei 2,45 und die durchschnittliche Familiengröße bei 2,96 Personen.
23,6  Prozent der Bevölkerung waren unter 18 Jahre alt, 9,7  Prozent zwischen 18 und 24, 26,5  Prozent zwischen 25 und 44, 22,8  Prozent zwischen 45 und 64 und 17,5  Prozent waren 65 Jahre oder älter. Das Durchschnittsalter betrug 38 Jahre. Auf 100 weibliche kamen statistisch 97,7 männliche Personen und auf 100 Frauen im Alter von 18 Jahren und darüber kamen durchschnittlich 95,8 Männer.
Das jährliche Durchschnittseinkommen eines Haushalts betrug 24.821 USD, das Durchschnittseinkommen der Familien 30.753 USD. Männer hatten ein Durchschnittseinkommen von 28.228 USD, Frauen 18.098 USD. Das Prokopfeinkommen betrug 13.895 USD. 20,6  Prozent der Familien und 26,3  Prozent der Einwohner lebten unterhalb der Armutsgrenze.

## Orte im Bradley County
City
- Warren

Towns
- Banks
- Hermitage

Unincorporated Communitys
| - Ingalls - Jersey - Johnsville - Moro Bay | - Mount Olive - Sumpter - Vick |

weitere Orte
- Broad
- Carmel
- Craney
- Cross Roads
- Farmville
- Gravelridge
- Greenville
- Hilo
- Lanark
- Longview
- Marsden
- McKinney
- Moores Mill
- Pattsville
- Simpson
- Smearny
- Wagnon
- Weeks

Townships
- Clay Township
- Eagle Township
- Marion Township
- Moro Township
- Ouachita Township
- Palestine Township
- Pennington Township
- River Township
- Sumpter Township
- Washington Township